# Хагенбек, Карл
Карл Хагенбек (нем. Carl Hagenbeck, в принятом русском написании — Гагенбек; 10 июня 1844, Гамбург — 14 апреля 1913, там же) — немецкий коллекционер диких животных и предприниматель. Основатель зоопарка Хагенбека.

## Биография
В 1848 году отец Карла купил нескольких тюленей и белого медведя, привезённых в Гамбург китобойным судном, и впоследствии приобрёл много других диких животных. В возрасте 21 года Карл Хагенбек стал обладателем целой коллекции животных и в это же время решил основать собственное дело, связанное с представлением этих животных публике; в 1873 году он приобрёл несколько больших зданий в Гамбурге, чтобы предоставить своим животным жилище.
В 1875 году Хагенбек начал показывать коллекцию животных, представляющих фауну многих стран, сопровождаемых группами уроженцев из соответствующих стран, по всем большим городам Европы. Французское правительство, которое в 1891 году наградило Хагенбека дипломом Академии, официально признало «образовательную ценность» этих выставок. Большинство диких животных, показанных в мюзик-холлах и других популярных местах для развлечений во всём мире, вели своё происхождение из коллекции Хагенбека в Стеллингене около Гамбурга.
Хагенбек считается автором идеи, согласно которой животные в зоопарках должны содержаться не в тесных клетках, границами которых являются искусственные заборы и заграждения, а в больших вольерах, ограниченных естественными барьерами (водоёмами, скалами, деревьями и т. д.).
Автор книги воспоминаний «О зверях и людях».

## В литературе

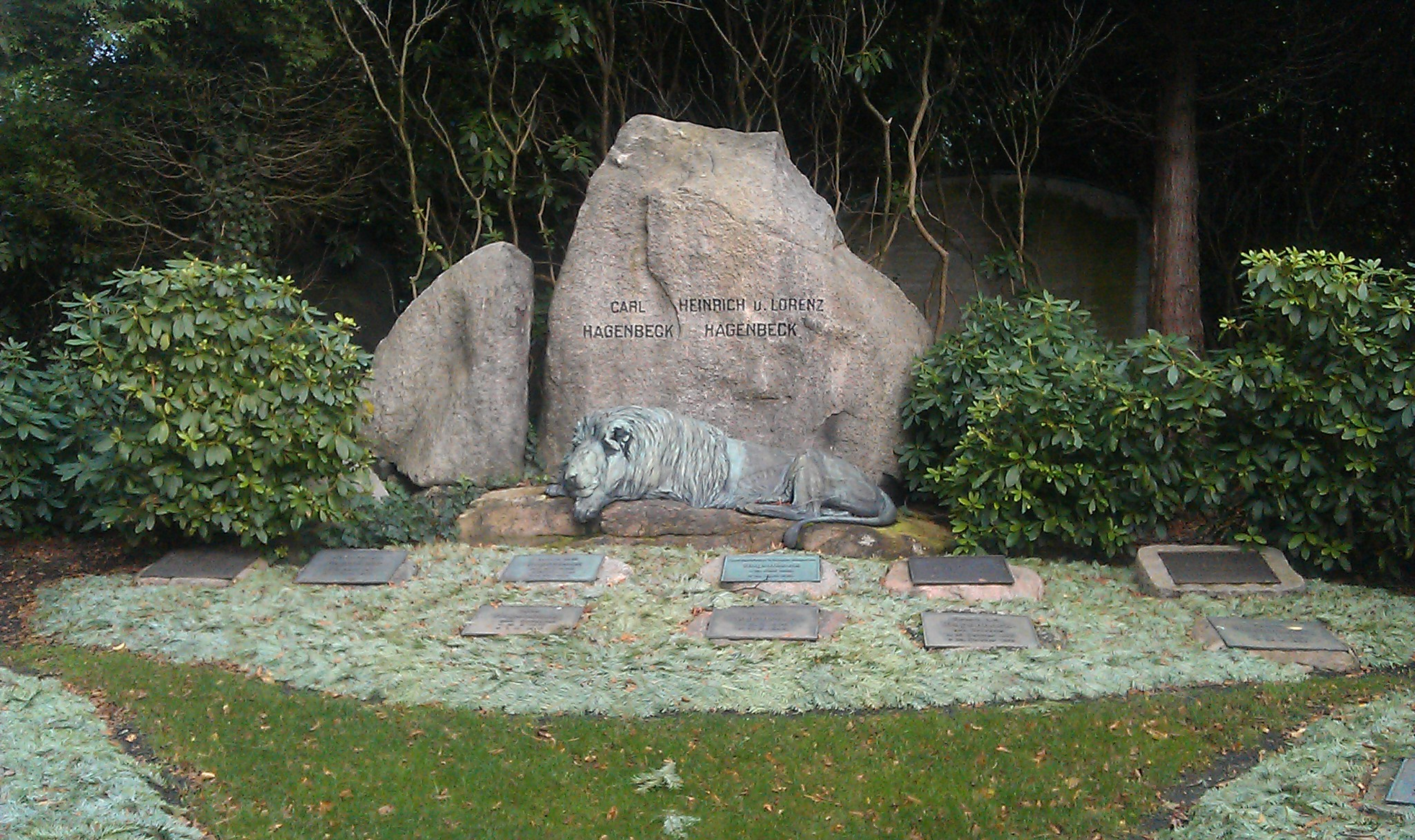
Могила Карла Хагенбека в Гамбурге, скульптор Йозеф Палленберг

Упоминается в книге Э. Берроуза: "Сын Тарзана" (1914). "... за чтением книги Карла Хагенбека о зверях и дикарях"
- Зоопарк Гагенбека несколько раз упоминается в произведениях А. И. Куприна.

- В стихотворении Сергея Маркова «Семиреченский тигр» (1927) Гагенбек, описанный колоритно и неоднозначно, но без явной враждебности, предстает кем-то вроде властелина могущественной «империи»:

Они отвечают за жизнь и побег,
За шкуру царя озер,
Им платит деньги сам Гагенбек -
Владелец морей и нор.
- Упоминается в книгах цикла А. Шклярского о приключениях Томека как работодатель главных героев и заказчик их экспедиций.
- Является прообразом персонажа книги Андрея Некрасова "Приключения капитана Врунгеля" - владельца Гамбургского зоопарка Гаденбека.

## Дополнительные факты
Известная бегемотица «Красавица», пережившая блокаду Ленинграда, была приобретена в 1911 году у фирмы «К. Гагенбек».